# RIASEC
RIASEC bezeichnet das von John L. Holland seit 1977 entwickelte Interessen-Modell und ist im Bereich der Arbeits- und Organisationspsychologie anzusiedeln.
Holland sieht Interessen als grundlegende Persönlichkeitsorientierungen an. Demnach ist die Berufswahl bedingt durch diese allgemeinen Wesensmerkmale einer Person. Die Passung zwischen Person und Beruf ist dann am größten, wenn die individuelle Orientierung mit der Orientierung des Berufes kongruent ist (Übereinstimmung oder Nähe der Orientierungen). Bei guter Passung ergeben sich entsprechend höhere Arbeitszufriedenheit, mehr beruflicher Erfolg und größere Stabilität der Karriereentwicklung („Kongruenz-Theorie“).

## RIASEC-Typologie
Der Begriff RIASEC setzt sich aus den Initialen der 6 Interessens-Orientierungen zusammen. Bei der Klassifikation menschlicher Interessen folgte Holland (laut Schuler & Hörste, 2001) einer alten Typologie von Spranger aus dem Jahre 1913.
- Realistische Orientierung: Personen dieses Typus sollen aktiv und forsch (bis aggressiv), motorisch befähigt und „männlich“ in ihren Interessen (physische Aktivität, konkrete Gegebenheiten statt abstrakte Probleme) und Werten (eher konventionelle politische und ökonomische Werthaltungen) sein. Bei der Berufswahl tendieren sie vermehrt zu handwerklichen, technischen oder zu land- und forstwirtschaftlichen Berufen (denkbar auch z. B. Schutzdienstleister).
- Investigative bzw. forschende Orientierung (manchmal auch „intellektuelle“ ~): Dieser Typus soll aufgabenorientiert sein und versuchen, Probleme vorrangig auf intellektueller Ebene zu bewältigen. Er hat ein starkes Bedürfnis, Zusammenhänge zu verstehen und besitzt eher unkonventionelle Wertvorstellungen und Einstellungen. Personen dieser Orientierung sollen sich vor allem in naturwissenschaftlichen und mathematischen Berufen oder auch in der Medizin finden.
- Artistic (künstlerische) Orientierung: künstlerisch orientierte Menschen ähneln intellektuell Orientierten hinsichtlich ihrer „intrazeptiven“ Ausrichtung (Bezug auf sich selbst und den eigenen Geist). Sie sollen ein großes Bedürfnis nach Selbst-Ausdruck mit Hilfe künstlerischer Medien aufweisen und hochgradig strukturierte Probleme und Aufgaben meiden, falls grobmotorische Fertigkeiten erforderlich sind. Menschen dieser Art sollen eine geringere Ichstärke haben, eher feminin sein und häufiger unter emotionalen Störungen leiden. Sie sollen natürlich vor allem zu künstlerischen oder mit dem Kultur- und Kunstleben befassten Berufen tendieren.
- Soziale Orientierung: Menschen dieses Typus fühlen sich sozial verantwortlich, darüber hinaus sollen sie von einem starken Bedürfnis nach Beachtung und sozialer Interaktion charakterisiert sein. Sie zeichnen sich durch gute verbale und soziale Fähigkeiten aus, tendieren aber dazu, Probleme weniger intellektuell als emotional oder durch soziale Aktivität zu bewältigen. Typische Berufe: pädagogische und sonderpädagogische Berufe, Sozialarbeiter, klinischer Psychologe, Berufsberater, Gemeinnützige Arbeiten.
- Enterprising (unternehmerische) Orientierung: Menschen dieser Art verstehen sich selbst als starke Führerpersönlichkeiten. Charakteristisch sind ausgeprägte verbale Fertigkeiten, kommunikative Kompetenzen und Freude an Konkurrenzsituationen. Dennoch sollen sie klar definierte verbale Situationen sowie Aufgaben, die einen längeren, angestrengten intellektuellen Einsatz erfordern, meiden. Die beruflichen Präferenzen liegen im Bereich der Öffentlichkeitsarbeit, des Geschäftslebens und des Verkaufs (Hotelier, Unternehmer, Industrieberater, Immobilienhändler, Wahlkampfmanager, Versicherungsvertreter usw.).
- Conventional (traditionelle) Orientierung: Charakteristisch ist die Bevorzugung von weitgehend strukturierten (verbale/numerische) Aufgaben und von Untergebenenrollen (Identifikation mit Machtpositionen, konformistische Einstellungen). Dazu gehört auch, dass Personen dieses Typus materiellen Besitz und Status hochschätzen und unklare Situationen oder Probleme, die soziale Aktivität oder ausgeprägte physische Fähigkeiten erfordern, meiden. Berufswahl: Büroarbeit (Buchhalter, Rechnungsprüfer, Bankangestellter, Statistiker, EDV-Operator) oder Servicebereich.

Diagnostiziert werden können die individuellen Interessentprofile anhand des Allgemeinen Interessen-Struktur-Tests (deutsche Fassung: Bergmann & Eder, 1992). Dort findet sich ein hexagonales Modell zur Bestimmung der Ähnlichkeit zwischen Persönlichkeitstypen, Umwelttypen und deren Beziehungen. Ein von Holland selbst entwickeltes Inventar zur Erfassung beruflicher Interessen ist die Self-Directed Search (SDS), die auf Deutsch unter dem Namen Explorix verfügbar ist.

## Passung von Person und Umwelt
In ihrem Manual zum Allgemeinen Interessen-Struktur-Test (AIST) (1992) geben Bergmann und Eder zur Bestimmung der Ähnlichkeit von Persönlichkeits- und Interessentypen die graphische Anordnung der Interessen nach Holland an. Demnach bilden die 6 Interessentypen jeweils die 6 Ecken des Hexagons, wobei die Ecken von links nach rechts als R, I, A, S, E und C bezeichnet sind. Je näher sich zwei Interessentypen auf dem Hexagon sind, desto ähnlicher sind sie. Gegenüberliegende Ecken/Interessen (R-S, I-E, A-C) sind sich also überhaupt nicht ähnlich. Holland nimmt außerdem an, dass Menschen mit näher beieinanderliegenden Interessenorientierungen stabilere Interessen und stabilere berufliche Aktivitäten aufweisen.
Nach Bergmann und Eder gibt es also vier Abstufungen von Kongruenzen:
„Wenn z. B. eine praktisch-technisch orientierte Person (R) einen praktisch-technischen Beruf (R) ergreift, dann liegt maximale Person-Umwelt-Kongruenz vor; ergreift dieselbe Person (R) einen intellektuell-forschenden (I) oder konventionellen (C) Beruf, dann ergibt sich eine mittlere und bei einem künstlerisch-sprachlichen (A) oder unternehmerischen (E) Beruf niedrige Kongruenz. Ergreift ein R-Typ einen sozialen Beruf (S), so handelt es sich um eine inkongruente Wahl.“ (Bergmann & Eeder, 1992, zitiert nach Schuler & Hörst, 2001).
Zur Bestimmung der Passung zwischen Person und Umwelt (Arbeit) wird neben der Kongruenz auch das Niveau der Differenziertheit bestimmt, welcher durch den Grad der Eindeutigkeit des Person- oder Umweltprofils definiert ist („reine Orientierungen“ sind eher selten, Mischtypen und Überschneidungen zweier oder mehrerer Interessensorientierungen die Regel).

## Kritik
„Problematisch am Ansatz von Holland ist vor allem, daß sowohl die Person als auch die berufliche Umwelt als weitgehend unveränderlich und vor allem als unabhängig voneinander betrachtet werden“.